# Women's National Basketball Association
La Women’s National Basketball Association (WNBA) est une ligue américaine professionnelle féminine de basket-ball. Elle compte 13 équipes (et devrait passer à 18 d'ici 2030). Son siège social se trouve à Midtown Manhattan. Les Comets de Houston, Lynx du Minnesota et Storm de Seattle sont les équipe les plus titré avec quatre titres.
Fondée le 24 avril 1996 et détenue par la NBA. le championnat a débuté en 1997. La saison régulière se déroule de mai à septembre, chaque équipe disputant 44 matchs. Les huit meilleures équipes (toutes conférences confondues) se qualifient pour les séries éliminatoires, qui se terminent par la finale, disputée en octobre.
Le All-Star game a lieu à mi-saison, en juillet. La ligue organise une compétition annuelle de mi-saison, la Commissioner's Cup. La WNBA est un membre actif d'USA Basketball (USAB), reconnue par la Fédération internationale de basket-ball (FIBA) comme l'instance dirigeante du basketball aux États-Unis.

## Histoire

### Création de la ligue (1996-1997)
La création de la WNBA est officiellement approuvée par la NBA le 24 avril 1996. Même si la WNBA n’est historiquement pas la première compétition professionnelle de basket-ball féminin aux États-Unis, elle a l’avantage d'avoir le soutien de la NBA, la ligue majeure de basket-ball nord-américaine. Val Ackerman est nommée présidente de la ligue.
La ligue entame sa première saison en fanfare en 1997, dans la foulée de la victoire de l'équipe féminine des États-Unis aux Jeux olympiques de 1996. La ligue comprend alors 8 équipes, chaque équipe est implantée dans une ville comptant déjà une franchise NBA, le nom et les couleurs de la franchise évoquant la plupart du temps son homologue masculin (les Starzz de l'Utah avec le Jazz de l'Utah …). Au début de cette saison, la WNBA bénéficie d'une couverture télévisée grâce à des partenariats avec des chaînes américaines, dont ESPN et NBC.
La WNBA axe sa campagne sur les trois stars de l'équipe nationale : Rebecca Lobo, Lisa Leslie et Sheryl Swoopes. Mais durant la première saison, l'équipe de Leslie réalise des performances médiocres et Swoopes, enceinte, ne joue pas. La vraie star qui émerge dans cette première saison est Cynthia Cooper, nommée MVP, qui mène les Comets de Houston au titre en battant en finales le Liberty de New York. Une Française évolue dans cette ligue, Isabelle Fijalkowski, la grande (1,96 m) intérieure qui jouera aux Rockers de Cleveland pendant 2 saisons. Elle est avec Laure Savasta des Monarchs de Sacramento, la première Française à jouer dans une ligue de basket-ball professionnelle aux États-Unis, devançant de quelques mois son compatriote Tariq Abdul-Wahad. La WNBA met en valeur l'implication sociale des joueuses, notamment mais pas seulement avec l'exemple de Kim Perrot. Chaque année, la WNBA met en valeur la dépistage et le financement de la lutte contre le cancer du sein avec par exemple des témoignages à la mi-temps, diffusion d'informations en partenariat avec les associations, matches télévisés avec équipes jouant en maillots roses.

### La domination de Houston et l'expansion de la ligue (1997-2000)
La saison 1999 est un tournant dans la jeune histoire de la ligue : la principale ligue concurrente, l’ABL, jugée meilleure sur le niveau de jeu, a fermé ; tandis que la NBA sort d'une saison ternie et raccourcie par la grève des joueurs. Quatre équipes ont rejoint la ligue depuis 1997, portant le nombre total à 12. La sélection lors de la draft de la star des Volunteers du Tennessee de l'université du Tennessee, Chamique Holdsclaw, marque le rajeunissement d'une ligue traditionnellement composée d'internationaux et de vétérans.
L'audience des matchs pour certaines franchises atteint des records historiques. Avant le début de la saison, un accord collectif sur les salaires est signé entre la ligue et les joueuses, devenant le premier accord de ce type conclu dans l'histoire du sport professionnel féminin.

### Succès des L.A. Sparks et changement de propriétaire de la ligue (2001-2002)
En 2000, la WNBA double de taille, deux nouvelles équipes rejoignant la ligue en 1998, deux autres en 1999 et enfin quatre autres en 2000. Les équipes sont alors détenues collectivement par la NBA.
Après la saison 2002, la NBA vend les équipes WNBA, soit à leurs homologues masculins dans la même ville, soit à de nouveaux investisseurs. Les changements de propriétaires causent deux déménagements et deux faillites avant le début de la saison 2003. Les Cleveland Rockers font faillite à la fin de la saison. De 16, la WNBA passera en 2009 à 12 franchises, témoignant d'une expansion initiale trop rapide.

### Bill Laimbeer laisse sa marque (2003-2006)
En plus de cette restructuration, l'association des joueuses de la WNBA menace de faire grève si un nouvel accord salarial n’est pas trouvé avec la ligue. Les négociations retardent le début de la saison 2003, jusqu'à la conclusion pour quatre ans d'une convention collective le 25 avril 2003. L'accord crée le premier statut d'agent libre (« free agency ») dans le sport professionnel féminin nord-américain. La convention prévoit également une augmentation des salaires des joueuses de 4 % par an. Pour la première année d'application de l'accord, le salaire minimum des vétérans augmente de 5%, atteignant 42 000 dollars annuels, alors que celui des rookies est maintenu à 30 000 dollars.
La saison 2004 s'avère la plus disputée de l’histoire de la ligue, avec presque toutes les équipes en lutte pour une place en play-offs. Néanmoins, le 21 octobre 2004, Val Ackerman, présidente de la WNBA, annonce sa démission, effective le 1er février 2005, justifiant vouloir passer plus de temps avec sa famille. Elle est remplacée par Donna Orender, ancienne joueuse de basket-ball professionnelle qui a officié comme vice-présidente du PGA Tour. Elle devient présidente de la WNBA le 1er avril 2005.
La WNBA connaît une nouvelle expansion en 2005, avec la création d’une franchise à Chicago, le Sky de Chicago, mais en décembre 2006, le Sting de Charlotte annonce la fin de ses activités. Une draft de dispersion est alors organisée le 8 janvier 2007.
La saison 2007 est la 11e de l’histoire de la WNBA, devenant ainsi la première ligue professionnelle féminine américaine à exister plus de 10 saisons consécutives. La ligue profite de son 10e anniversaire pour élire les Meilleures joueuses des 10 ans de la WNBA, composée des joueuses ayant le plus marqué la ligue que ce soit d’un point de vue sportif et extra-sportif, par leur contribution au rayonnement et au développement de la ligue et du basket-ball féminin.
En 2006, la WNBA adapte ses règles et passe de deux mi-temps de 20 minutes à quatre quart-temps de 10 minutes et le shot clock de 30 à 24 secondes.

### Amener «Paul Ball» à la WNBA (2007-2009)
En octobre 2007, la ligue annonce la création d’une nouvelle franchise à Atlanta, le Dream d'Atlanta, et qui se constitue lors d’une draft d'expansion. L’équipe débute en mai 2008. Lors de la saison régulière 2008, le premier match en plein air de basket-ball professionnel de l'histoire de l'Amérique du Nord se dispute au Arthur Ashe Stadium à New York entre le Liberty de New York et le Fever de l'Indiana devant 19 000 spectateurs. Le Fever remporte la rencontre 71-55.

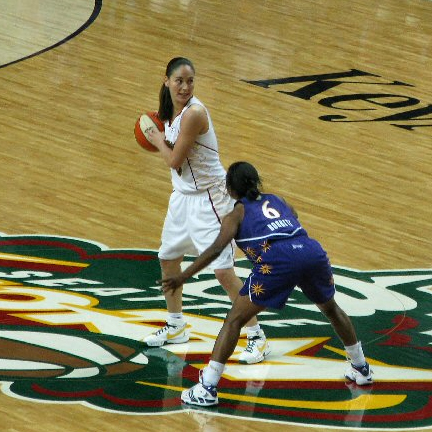
Sue Bird lors d'une rencontre WNBA en 2008.

En 2008, la WNBA lance le programme WNBA Cares qui distingue mensuellement une joueuse pour son implication caritative ou solidaire, pour renforcer l'initiative annuelle du Trophée Kim Perrot de la sportivité remis depuis la fondation de la ligue.
En décembre 2008, la ligue annonce la fin de la franchise des Comets de Houston, quadruples championnes WNBA, faute de repreneur. Une draft de dispersion est alors organisée le 8 décembre 2008. La dissolution de cette franchise emblématique fait douter de la pérennité de la WNBA, d'autant que le Storm change également de propriétaires après la délocalisation de l'équipe NBA des Sonics. .
Avec un afflux de nouveaux talents commeCandace Parker, Angel McCoughtry ou Sylvia Fowles, la WNBA veut croire en un futur radieux. La ligue signe un contrat avec ESPN et ABC pour la diffusion de ses matchs. Le 1er juin 2009, le Mercury de Phoenix signe un partenariat avec l'entreprise Lifelock pour qu'elle figure sur ses maillots. C'est la première fois dans l'histoire de la WNBA qu'une publicité figure sur un maillot. Quelques jours plus tard, les Sparks de Los Angeles annoncent le même type de partenariat, en s'alliant avec Farmers Insurance.
Le 20 octobre 2009, la WNBA annonce que le Shock de Détroit est relocalisé à Tulsa, Oklahoma; l'équipe est renommée Shock de Tulsa. Le 20 novembre 2009, la WNBA annonce cette fois que les Monarchs de Sacramento font faillite à cause d'un manque de soutien de ses propriétaires, la famille Maloof, également propriétaires des Kings de Sacramento. La ligue se met à la recherche de partenaires pour implanter l'équipe dans la Baie de San Francisco. Malheureusement, aucun propriétaire ne se manifeste et une draft de dispersion est organisée le 14 décembre 2009.

Le 1er août 2010, les Mystics de Washington reçoivent la visite du président Barack Obama et de sa fille Sasha pour assister à un match de saison régulière,.

### Consolidation de la WNBA (2010-2019)
Peu avant la fin de la saison 2010, la WNBA fait état d'une légère progression de l'affluence moyenne aux matches (8 039 spectateurs par match) et des audiences télévisées de 14 % (après 8 % l'année précédente). La présidente de la ligue s'est dite confiante en la présence des 12 équipes actuelles pour 2011 et a assuré que les franchises se rapprochent de l'équilibre financier. Le nombre de spectateurs se maintient entre 7500 et 8000 de 2010 à 2013, mais l'audience se développe fortement sur internet. La draft 2013 est la première à bénéficier d'une diffusion télévisée nationale aux heures de grande audience grâce au teasing sur les 3 to See (Griner, Delle Donne, Diggins), cette saison étant également marquée par un renouvellement de l'identité visuelle de la ligue. Selon la présidente du Storm Karen Bryant, ce succès montre que la WNBA doit trouver son audience par elle-même plus qu'en s'appuyant sur la NBA.
En 2013, la WNBA renouvelle son logo et signe un nouveau contrat de diffusion avec ESPN jusque 2022 pour la diffusion de 30 rencontres par saison pour 12 millions de dollars par an. L'arrivée de Brittney Griner est attendue au-delà du cercle habituel d'attention du basket-ball alors qu'avec une affluence moyenne de 7 457 fans par rencontre, la WNBA enregistre en 2012 ses plus fortes affluences depuis sa création. La WNBA essaie de valoriser son audience autour du public LGBT. Toujours depuis 2013, la WNBA modifie ses règles pour reculer la ligne des trois points à la distance FIBA de 6,75 m (22′ 2″).
Dirigeante du Storm de sa fondation à 2014, Karen Bryant explique les difficultés de son combat pour rendre la ligue viable malgré ses spécificités par rapport à la NBA ou au basket-ball universitaire. En effet, la WNBA est une ligue d'été alors que le basket-ball est plutôt associé à un sport hivernal et que les joueuses ont pour la plupart une activité à l'étranger le reste de la saison. De plus, avec seulement douze franchises restantes, la WNBA laisse de larges pans du territoire américain sans présence. Enfin sa reconnaissance médiatique, notamment par les radios, reste très perfectible. Lors du WNBA All-Star Game 2014, considéré le plus réussi avec une rencontre disputée et l'émergence de jeunes stars comme Shoni Schimmel et Skylar Diggins, la présidente de la WNBA Laurel J. Richie révèle que six franchises étaient bénéficiaires la saison précédente, soit quatre de plus qu'en 2012 et que la franchise NBA des Warriors de Golden State avait un intérêt soutenu pour créer une treizième franchise.
La WNBA signe en 2013 un nouveau contrat de diffusion avec ESPN jusque 2022 pour 12 millions de dollars annuels pour la diffusion de 30 rencontres contre 28 annuellement. Après un point bas en 2012, les audiences télévisées ont rebondi en 2013, pour atteindre 230 000 spectateurs par rencontre sur ESPN et ESPN2, un chiffre comparable à la moyenne d'une rencontre de Major League Soccer. L'audience du service en ligne WNBA Live Access a cru de 23 % en 2013. En 2014, la progression s'est poursuivie 240 000 spectateurs et même 489 000 spectateurs sur ESPN, soit 90 % de plus que la saison précédente. Pour les Finales WNBA le chiffre monte même à 659 000 spectateurs (+ 91 %) retrouvant un niveau plus atteint depuis 2006. En mars 2015, la WNBA signe un premier contrat de diffusion en France avec beIN Sports.
Durant la saison 2016, le jeu passe un nouveau cap avec une moyenne de 81,9 points inscrits par match contre 75,1 la saison précédente, traduisant la progression technique et physique des joueuses. Ce niveau se confirme la saison suivante, accompagnée comme en NBA par une progression du nombre de tirs à trois points avec 17,6 tentatives par rencontre. Selon The Institute for Diversity and Ethics in Sports (TIDES) de l'Université du Centre de la Floride (UCF), la WNBA obtient un score de 93,7 points pour la mesure de sa diversité raciale et de genre, soit le plus haut chiffre de toutes les ligues professionnelles nord-américaines,. En 2021, la WNBA est toujours bien classée avec un A+ pour les questions de race, A+ pour les questions de genre et une note globale de A+.
Pour la première fois en 2017, l'ensemble des joueuses et des équipes de la WNBA sont inclus dans le jeu vidéo NBA Live 18. Pour l'ancienne gloire des Pistons de Détroit Isiah Thomas, devenu président du Liberty de New York, « il y a une sous-exposition de la WNBA en raison des stéréotypes de genre, mais la WNBA est la ligue professionnelle la plus pure en activité. Elle n'a pas été altérée par des facteurs externes comme l'argent, la surexposition, le contrôle par les athlètes de leur image, ce qui lui a permis d'être en rupture par rapport aux ligues masculines ».
En 2018, le Liberty de New York quitte le Madison Square Garden pour le Westchester County Center avec une jauge fixée pour 2018 à 2 319 places très inférieure aux 9 000 spectateurs allégués précédemment, mais qui comprenaient des entrées gratuites. Plus généralement, la WNBA souhaite quitter les salles NBA qui accueillaient toutes les rencontres aux débuts de la ligue (en 2019 seuls les Sparks, le Lynx, le Mercury et le Fever y ont encore recours) pour prendre possession de salles plus petites mais plus chaudes d'environ 8 000 places. En 2022, la WNBA lève 75 millions de dollars pour son développement, ce qui la valorise à 1 milliard,.

### Nouveaux CBA et Commissioner's Cup (2020-2023)
La convention collective 2020-2027 conclue entre la ligue syndicat des joueuses introduit une clause de priorité qui s'applique depuis être en vigueur progressivement à partir de la saison WNBA 2023. Les joueuses ayant plus de deux saisons d'expérience qui ne se présentent pas à leurs équipes avant le début désigné du camp d'entraînement ou le 1er mai sont suspendues.
La saison régulière 2023 connaît une audience en hausse de 21 % sur les antennes de CBS, ESPN, ESPN2 et rassemble en moyenne 627 000 téléspectateurs sur ABC, ses meilleurs résultats depuis 11 ans. La WNBA cumule 36 millions de téléspectateurs uniques sur l’ensemble des réseaux nationaux, le chiffre le plus élevé depuis 2008, soit une augmentation de 27% sur l'année précédente. En octobre 2023, la WNBA annonce la création d'une nouvelle franchise WNBA détenue par la franchise NBA des Warriors de Golden State, la première expansion depuis 2008. La nouvelle franchise utilisera l'ancienne salle des Warriors, le Chase center.

### L'effet Caitlin Clark (2024-)
Profitant de la popularité de Caitlin Clark et de son arrivée dans la ligue, de même que d'autres joueuses comme Angel Reese, la WNBA triple ses audiences télévisées sur ESPN et ABC et durant la première moitié de la saison 2024. Le All-Star Game 2024 est la troisième plus forte audience de l’histoire de la WNBA avec 3,44 millions de téléspectateurs,.
En octobre 2024, la commissaire de la WNBA Cathy Engelbert annonce une évolution de la formule des play-offs à compter de la saison WNBA 2025 avec des Finales adoptant le même format qu'en NBA, au meilleur des sept matches (selon les formats 2-2-1-1-1), après une saison régulière de 44 rencontres opposant 13 équipes, au lieu de 40 rencontres par 12 équipes.
La WNBA entreprend un processus d'expansion avec l'arrivée en 2025 des Valkyries de Golden State, avant celles de Portland et Toronto en 2026, de Cleveland en 2028, Detroit en 2029 et Philadelphie en 2030, chacune de ces franchises ayant payé un droit d'entrée à hauteur de 250 millions de dollars, alors que le Sun du Connecticut devrait déménager à Boston en 2027 pour 325 millions de dollars.

## Le personnel de la ligue

### Direction de la ligue

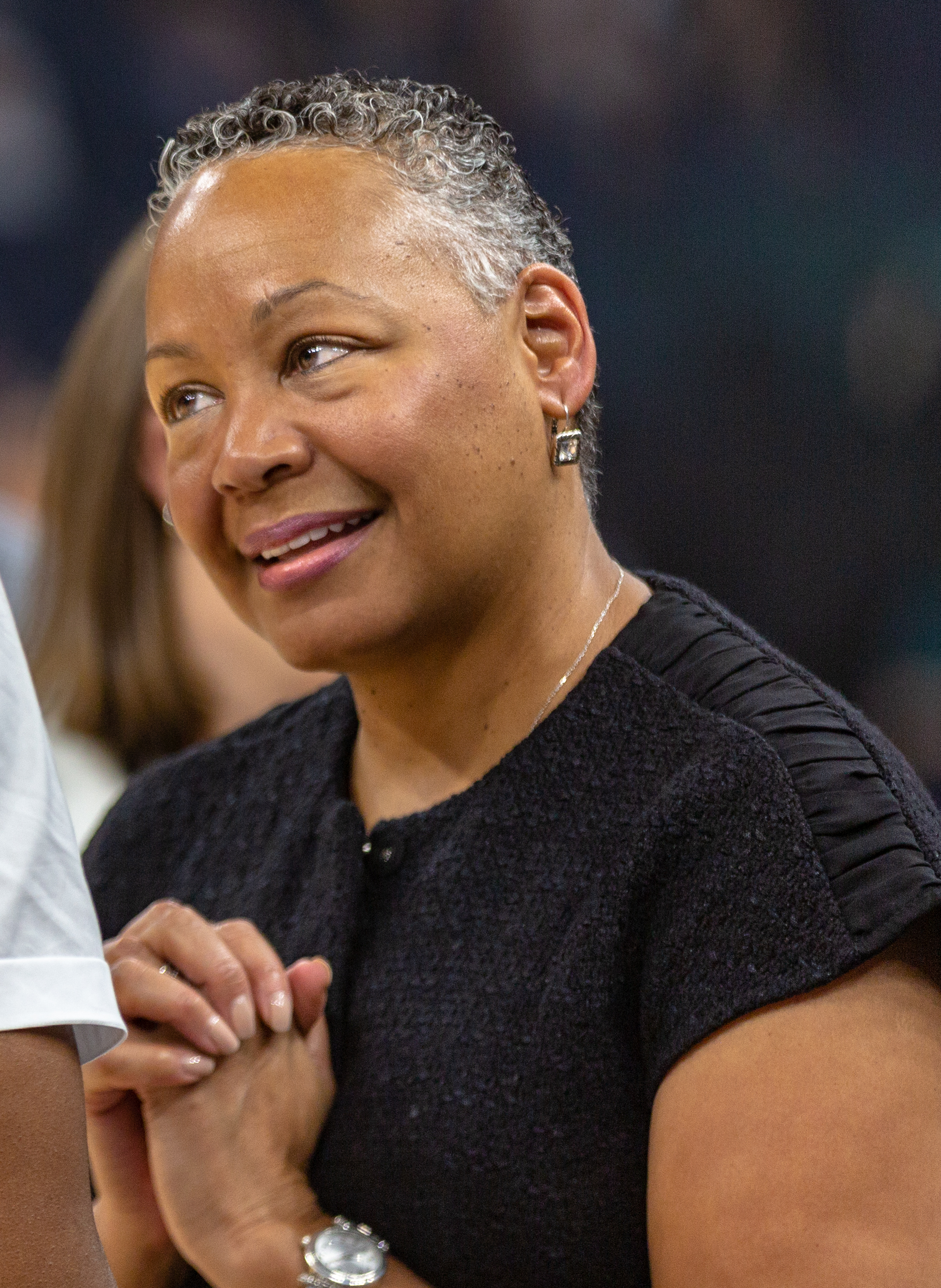
Lisa Borders en 2018.

- Val Ackerman : 1997-2005
- Donna Orender : 2005-2010
- Laurel J. Richie[44] : 2011-2015
- Mark Tatum (intérim) : 2015-2016
- Lisa Borders (2016-2018)[45],[46].
- Mark Tatum (intérim) : 2018-2019
- Cathy Engelbert (2019-)[1].

Directrice des opérations basket-ball et des relations avec les joueuses, Renee Brown est une des figures de la WNBA de sa création en 1996 à 2016.

### Franchises actuelles
18 équipes ont évolué en WNBA.
- Six d'entre elles ont disparu depuis l'inauguration de la ligue : les Rockers de Cleveland, le Sol de Miami, le Sting de Charlotte, le Fire de Portland, les Comets de Houston et les Monarchs de Sacramento.
- Trois autres franchises, les Starzz de l'Utah, le Miracle d'Orlando et le Shock de Détroit, ont déménagé respectivement à San Antonio, devenant les Silver Stars de San Antonio puis les Stars de San Antonio, à Uncasville, devenant le Sun du Connecticut et à Tulsa, devenant les Shock de Tulsa. À l'issue de la saison 2015, cette dernière devient les Wings de Dallas.
- Le nombre de franchises WNBA est de treize.

| Aces de Las Vegas     | Valkyries de Golden State | Sky de Chicago        |
| Storm de Seattle      | -                         | Sun du Connecticut    |
| Wings de Dallas       | -                         | Mystics de Washington |
| Mercury de Phoenix    | -                         | Liberty de New York   |
| Lynx du Minnesota     | -                         | Dream d'Atlanta       |
| Sparks de Los Angeles | -                         | Fever de l'Indiana    |

| Liberty Sun Sky Fever Dream Mystics Wings Lynx Storm Mercury Sparks Aces Valkyries |

### Futurs franchises
- Fire de Portland 2026
- Tempo de Toronto 2026
- Équipe de Cleveland 2028
- Équipe de Détroit 2029
- Équipe de Philadelphie 2030

### Anciennes franchises
- Rockers de Cleveland 1997-2003
- Sting de Charlotte 1997-2006
- Comets de Houston 1997-2008
- Monarchs de Sacramento 1997-2009
- Sol de Miami 2000-2002
- Fire de Portland 2000-2002

### Les joueuses
Depuis 1998, les joueuses sont regroupées dans l'Association des joueuses de la WNBA. Si la majorité des joueuses sont américaines, la WNBA compte également d'assez nombreuses joueuses de nationalité étrangères ou formées en dehors des États-Unis, principalement en Europe, au Brésil et au Canada, mais aussi en Asie ou en Afrique.
Les joueuses étrangères requises par leurs équipes nationales subissent une retenue sur salaire de 2,5 % selon la convention collective 2014-2019.
Les joueuses enceintes sont payées 50 % de leur salaire jusqu'à leur reprise de la compétition. Une des principales stars mises en avant par la ligue à sa création, Sheryl Swoopes annonce sa grossesse avant la saison inaugurale de 1997. Elle manque les six premières semaines de compétition avant de reprendre la compétition en août, ce qui ne l'empêchera pas d'être trois fois MVP. Lisa Leslie, Tina Thompson ou Candace Parker auront également un enfant pendant leur carrière WNBA.

## Organisation

### Règles
À la différence de la NBA, les règles de la WNBA suivent majoritairement les anciennes règles de la FIBA (à quelques détails près) :
- Depuis 2006, les matchs se composent de quatre quart-temps de 10 minutes[6] (règle FIBA).
- Il y a un entre-deux au début de chaque mi-temps[réf. nécessaire] (ancienne règle FIBA).
- Depuis 2006, le shot clock est réglé à 24 secondes[6], comme en zone FIBA, au lieu de 30 auparavant.
- Depuis 2013, la ligne des trois points se situe, comme en zone FIBA, à 6,75 m (22′ 2″) du cercle. La ligue adopte également la règle des trois secondes en défense déjà en vigueur en NBA, des sanctions contre le flopping et l’institutionnalisation de l'usage instantané de la vidéo pour les fautes flagrantes et durant la dernière minute[50],[22].

- Le diamètre du ballon est 2,54 cm inférieur à celui de la NBA : la WNBA utilise un ballon no 6 (règle FIBA Dames), à la différence des hommes (ballon no 7).

#### Leplafond salarial(salary cap)
La ligue a instauré un plafond salarial, à l'instar de ce qui se pratique en NBA, qui empêche les équipes de dépasser une masse salariale fixée par la WNBA. À l'issue de l'accord collectif signé en 2008 entre les joueuses et la WNBA, le plafond a été fixé à 803 000 dollars pour 2009 et augmente progressivement chaque année pour atteindre 900 000 dollars en 2013, année de l'échéance de cet accord. Le salaire maximal pour une joueuse avec trois ans d'expérience est de 51 000 dollars en 2009, alors que celui pour une joueuse ayant six ans d'expérience est fixé à 99 500 dollars. Le salaire minimal pour une rookie est de 35 190 dollars,.

#### LaClause de priorité
La clause de priorité est une règle de la Women's National Basketball Association appliquée depuis la saison WNBA 2023. Elle contraint les joueuses de cette ligue américaine féminine de basket-ball à rejoindre les camps d'entraînement des franchises au 1er mai, à une période où les compétitions hors USA ne sont pas forcément terminées.

### Déroulement de la saison

#### Saison régulière
La ligue comprend douze franchises, six équipes dans la Conférence Est et six dans la Conférence Ouest.
Les équipes se regroupent pour les camps d'entraînement (trainings camps) durant le mois de mai. Ces camps permettent aux entraîneurs d'évaluer leurs joueuses (en particulier les rookies), de préparer la saison régulière et de superviser les autres équipes afin de recenser leurs forces et faiblesses. Une série de matches de pré-saison se déroule dans la foulée, afin de mettre en place les systèmes de jeu. Cela permet également de déterminer les 11 joueuses qui constitueront l'effectif pour la saison. Selon les années, en fonction notamment des compétitions olympiques, la saison régulière débute vers mai-juin et se termine au début du mois de septembre. Les différentes distinctions individuelles sont alors décernées, puis les playoffs commencent dans la foulée pour se terminer au début du mois d'octobre par les Finales WNBA.
Chaque équipe dispute une trentaine de rencontres en saison régulière. Hormis lors de la saison 2020 raccourcie à 22 rencontres pour cause de crise sanitaire, le nombre de rencontres était de 34 de 2003 à 2019, puis 32 en 2021 et passe à 36 pour la saison WNBA 2022. Jusqu'en 2015, chaque équipe affronte chaque équipe de l'autre conférence (une fois à domicile, une fois à l’extérieur), soit 12 matchs. Au sein sa conférence, elle affronte cinq fois deux des équipes de sa conférence et quatre fois les trois restantes, soit 22 matchs. À compter de la saison 2016, la WNBA renonce à une organisation des play-offs par conférence pour se baser sur le seul bilan, d'où un rééquilibrage des oppositions. Chaque équipe affronte maintenant trois fois dix autres équipes (avec un tirage au sort annuel pour définir lesquelles sont reçues deux fois et non une), la onzième nécessairement de sa conférence l'étant à quatre reprises, soit 16 matchs dans sa conférence et 18 matchs dans la conférence opposée,.
Au mois de juillet, la saison s'interrompt pour un week-end sauf les années olympiques, le temps du WNBA All-Star Game, qui voit s'affronter les meilleures joueuses de la Conférence Est et de la Conférence Ouest. Le cinq majeur est choisi par un vote des fans à travers le monde entier (qui peuvent voter sur Internet), tandis que les sept réservistes sont sélectionnées par les entraîneurs de la ligue. Ces équipes sont dirigées par les entraîneurs des équipes ayant le meilleur pourcentage de victoires dans chaque conférence quelques jours avant le All-Star Game. Quelques jours après ce All-Star Game, les clubs se voient imposer l'interdiction d'effectuer tout transfert de joueuses.
Avec un 29e succès le 17 août 2014 face au Storm, le Mercury surpasse le record de victoires détenu conjointement avec 28 succès par les Sparks en 2000 et 2001 et le Storm en 2010.

#### Commissioner's Cup
La Commissioner’s Cup est une compétition en cours de saison de la Women's National Basketball Association qui commence au début de la saison régulière et se poursuit tout au long de la première moitié de la saison. La finale se joue entre la meilleure équipe de la conférence Est et la meilleure équipe de la conférence Ouest. La Commissioner’s Cup devait initialement commencer lors de la saison 2020 , mais en raison de la pandémie de COVID-19 , la Coupe a été décernée pour la première fois lors de la saison 2021.

#### Playoffs
À la fin de la saison régulière, au mois de septembre, les 8 meilleures équipes (4 par Conférence) s'affrontent en playoffs.
Jusqu'en 2015, le premier tour des playoffs est appelé demi-finale de Conférence et le deuxième tour, finale de Conférence. La série finale désignant le champion WNBA et qui voit s'affronter les champions des Conférences Est et Ouest se nomme Finales WNBA.
Au premier tour, l'équipe classée numéro 1 affronte l'équipe classée numéro 4 et la numéro 2 la numéro 3. Les vainqueurs des demi-finales de conférence se rencontrent en finale de conférence. Les deux équipes ayant remporté la finale de leur conférence respective (Est et Ouest) sont nommées championnes de conférence et se rencontrent ensuite pour une série déterminant le champion WNBA.
Les deux premiers tours de playoffs se déroule au meilleur des 3 matchs, la première équipe à 2 victoires passant au tour suivant. L'équipe la moins bien classée reçoit pour le premier match, les deux matchs suivants se disputant sur le terrain de l'équipe la mieux classée au terme de la saison régulière. Les Finales WNBA se jouent au meilleur des cinq matchs.
Une nouvelle formule est établie en 2016 qualifiant les huit meilleures équipes sans distinction de conférence. Les deux meilleures équipes sont exemptées des deux premiers tours et les deux suivantes du premier tour. Les deux tours éliminatoires se disputent sur un match sec avant que les demi-finales et les Finales WNBA se jouent au meilleur des cinq rencontres sur un format 2-2-1.

#### Finales WNBA
De 1999 à 2015, les Finales WNBA concluent les playoffs, par l'affrontement entre le champion de la Conférence Est et le champion de la Conférence Ouest au mois de septembre. Le vainqueur des Finales est désigné champion WNBA. De 2005 à 2024, cette série s'est jouée dans un format "2-2-1", l'avantage du terrain étant donné à l'équipe ayant le meilleur bilan en saison régulière, l'équipe la mieux classée lors de la saison régulière recevant lors de matchs 1, 2 et 5, tandis que l'autre équipe reçoit lors des matchs 3 et 4. À partir de 2025, la série s'étend au meilleur des sept matchs, en utilisant le même format "2-2-1-1-1" utilisé lors des finales NBA. L'équipe avec le meilleur bilan en saison régulière accueille les matchs 1 et 2, et si nécessaire les matchs 5 et 7. L'autre équipe accueille les matchs 3 et 4, et si nécessaire le match 6.
Depuis la saison WNBA 2016, les play-offs WNBA opposent les équipes selon leur bilan, ce qui permet de voir s'affronter en Finales deux équipes de la même conférence.

#### La draft
La draft est un événement annuel organisé par la WNBA au mois d'avril. Elle se déroule dans la ville où a lieu le Final Four NCAA féminin. L'ensemble des équipes se réunissent sous la houlette du commissaire de la WNBA et choisissent chacune deux joueurs lors de trois tours de sélection parmi des joueurs issus de l'université ou de l'étranger. C'est le principal pont d'entrée des joueuses dans la ligue.

## Palmarès et récompenses

### Champions WNBA
Les Comets de Houston, le Lynx du Minnesota et le Storm de Seattle sont les équipes qui ont remporté le plus grand nombre de trophées avec quatre titre chacune. En tout 11 équipes sont devenues championnes.

#### Palmarès cumulé
| Rang | Équipe                 | Titres | Finales gagnées                                     | Finales perdues                  |
| ---- | ---------------------- | ------ | --------------------------------------------------- | -------------------------------- |
| 1    | Lynx du Minnesota      | 4      | 2011, 2013, 2015, 2017                              | 3 (2012, 2016, 2024)             |
| 2    | Comets de Houston      | 4      | 1997, 1998, 1999, 2000                              | 0                                |
| 2    | Storm de Seattle       | 4      | 2004, 2010, 2018, 2020                              | 0                                |
| 4    | Mercury de Phoenix     | 3      | 2007, 2009, 2014                                    | 2 (1998, 2021)                   |
| 4    | Sparks de Los Angeles  | 3      | 2001, 2002, 2016                                    | 2 (2003, 2017)                   |
| 6    | Wings de Dallas        | 3      | (3 en tant que Shock de Détroit : 2003, 2006, 2008) | 1 (2007)                         |
| 7    | Aces de Las Vegas      | 2      | 2022, 2023                                          | 2 (2008, 2020)                   |
| 8    | Liberty de New York    | 1      | 2024                                                | 5 (1997, 1999, 2000, 2002, 2023) |
| 9    | Fever de l'Indiana     | 1      | 2012                                                | 2 (2009, 2015)                   |
| 10   | Monarchs de Sacramento | 1      | 2005                                                | 1 (2006)                         |
| 10   | Mystics de Washington  | 1      | 2019                                                | 1 (2018)                         |
| 10   | Sky de Chicago         | 1      | 2021                                                | 1 (2014)                         |
| 13   | Sun du Connecticut     | 0      | -                                                   | 4 (2004, 2005, 2019, 2022)       |
| 14   | Dream d'Atlanta        | 0      | -                                                   | 3 (2010, 2011, 2013)             |
| 15   | Sting de Charlotte     | 0      | -                                                   | 1 (2001)                         |

#### Palmarès par édition
| Édition | Année | Vainqueur                 | Série | Finaliste                   |
| ------- | ----- | ------------------------- | ----- | --------------------------- |
| 1re     | 1997  | Comets de Houston (1)     | 1-0   | Liberty de New York         |
| 2e      | 1998  | Comets de Houston (2)     | 2-1   | Mercury de Phoenix          |
| 3e      | 1999  | Comets de Houston (3)     | 2-1   | Liberty de New York         |
| 4e      | 2000  | Comets de Houston (4)     | 2-0   | Liberty de New York         |
| 5e      | 2001  | Sparks de Los Angeles (1) | 2-0   | Sting de Charlotte          |
| 6e      | 2002  | Sparks de Los Angeles (2) | 2-0   | Liberty de New York         |
| 7e      | 2003  | Shock de Détroit (1)      | 2-1   | Sparks de Los Angeles       |
| 8e      | 2004  | Storm de Seattle (1)      | 2-1   | Sun du Connecticut          |
| 9e      | 2005  | Monarchs de Sacramento    | 3-1   | Sun du Connecticut          |
| 10e     | 2006  | Shock de Détroit (2)      | 3-2   | Monarchs de Sacramento      |
| 11e     | 2007  | Mercury de Phoenix        | 3-2   | Shock de Détroit            |
| 12e     | 2008  | Shock de Détroit (3)      | 3-0   | Silver Stars de San Antonio |
| 13e     | 2009  | Mercury de Phoenix (2)    | 3-2   | Fever de l'Indiana          |
| 14e     | 2010  | Storm de Seattle (2)      | 3-0   | Dream d'Atlanta             |
| 15e     | 2011  | Lynx du Minnesota (1)     | 3-0   | Dream d'Atlanta             |
| 16e     | 2012  | Fever de l'Indiana        | 3-1   | Lynx du Minnesota           |
| 17e     | 2013  | Lynx du Minnesota (2)     | 3-0   | Dream d'Atlanta             |
| 18e     | 2014  | Mercury de Phoenix (3)    | 3-0   | Sky de Chicago              |
| 19e     | 2015  | Lynx du Minnesota (3)     | 3-2   | Fever de l'Indiana          |
| 20e     | 2016  | Sparks de Los Angeles (3) | 3-2   | Lynx du Minnesota           |
| 21e     | 2017  | Lynx du Minnesota (4)     | 3-2   | Sparks de Los Angeles       |
| 22e     | 2018  | Storm de Seattle (3)      | 3-0   | Mystics de Washington       |
| 23e     | 2019  | Mystics de Washington     | 3-2   | Sun du Connecticut          |
| 24e     | 2020  | Storm de Seattle (4)      | 3-0   | Aces de Las Vegas           |
| 25e     | 2021  | Sky de Chicago            | 3-1   | Mercury de Phoenix          |
| 26e     | 2022  | Aces de Las Vegas (1)     | 3-1   | Sun du Connecticut          |
| 27e     | 2023  | Aces de Las Vegas (2)     | 3-1   | Liberty de New York         |
| 28e     | 2024  | Liberty de New York       | 3-2   | Lynx du Minnesota           |

### Trophées individuels

#### Most valuable player (MVP)
Le trophée du MVP est décerné à la joueuse jugé la plus précieuse pour son équipe cette saison-là. Le vote pour le trophée est réalisé par plusieurs journalistes sportifs à travers les États-Unis. Les membres doivent sélectionner cinq joueuses pour le trophée, 10 points étant attribués pour leur premier vote, sept pour le deuxième, cinq pour le troisième, trois pour le quatrième et un pour le cinquième. Les joueuses qui ont  remporter le plus de trophée sont Sheryl Swoopes, Lisa Leslie et Lauren Jackson avec trois titre chacune.
Le trophée de la MVP des Finales WNBA et décerné depuis la saison inaugurale de la ligue.

#### Entraîneur et dirigeants
Le trophée du meilleur entraîneur de l'année (WNBA Coach of the Year) est décerné chaque année à l'entraineur ayant eu le plus d'impact sur le parcours de son équipe. Le vainqueur est déterminé par les votes d'un panel de journalistes sportifs.

#### Meilleur défenseuse de l’année
Le trophée de défenseuse de l'année (WNBA Defensive Player of the Year) est décerné chaque année à la meilleure défenseuse de la ligue. La gagnante est déterminée par les votes d'un panel de journalistes sportifs.

#### Sixième femme de l’année
Le trophée de sixième femme de l'année est remis à la meilleure joueuse de l'année débutant au moins la moitié des rencontres du banc de touche.

#### Joueuse ayant le plus progressé (MIP)
Le trophée est décerné à la joueuse ayant effectué la meilleure progression par rapport à la saison précédente.

#### Rookie de l’année
Le trophée de rookie de l'année (WNBA Rookie of the Year) est décerné chaque année à la meilleure joueuse disputant sa première saison WNBA. Le vainqueur est déterminé par les votes d'un panel de journalistes sportifs.

#### Trophée Kim Perrot de la sportivité
Le Trophée Kim Perrot de la sportivité est un trophée décerné à la joueuse « représentant le mieux les valeurs du sport sur le terrain, le comportement éthique, le fair-play et l'intégrité » durant la saison. Au départ appelé WNBA Sportsmanship Award, il a été renommé à la suite du décès en 1999 de la joueuse Kim Perrot.

#### WNBA Peak Performers
Les trophées Women's National Basketball Association Peak Performer sont attribués chaque année aux joueuses qui ont fini en tête du classement des meilleures marqueuses, rebondeuses et passeuses de la WNBA. La récompense est remise depuis la saison inaugurale de la WNBA, mais les catégories ont évolué.

#### Kobe & Gigi Bryant WNBA Advocacy Award
Le 18 avril 2020, à l'occasion de la Draft 2020, la WNBA annonce qu'elle va remettre, à partir de la saison 2021, un trophée annuel, afin de récompenser, les contributeurs et contributrices, qui favorisent le développement du basket féminin. Cette récompense rend hommage à la légende de NBA, Kobe Bryant, ainsi qu'à sa fille Gianna Maria-Onore (Gigi), tous les deux décédés dans un crash d'hélicoptère, le 26 janvier dernier[Quand ?],.

### Équipes-types

#### Équipes-types
À la fin de chaque saison, deux équipes-types sont constituées (All-WNBA First Team, All-WNBA Second Team). Les équipes-types ont été élues depuis la saison inaugurale de la WNBA en 1997.

#### Équipe-type défensive
L'équipe-type défensive (WNBA All-Defensive Team) est une distinction annuelle attribuée aux meilleures joueuses défensifs de la WNBA durant la saison régulière. Cette distinction existe depuis la saison 2005.

#### Équipe-type rookie
L'équipe-type rookie (WNBA All-Rookie Team) est une distinction annuelle attribuée depuis la saison 2005. Il n'ya qu'une seule équipe nommée. L'équipe est composée des meilleures joueuses effectuant leur première saison en NBA.

## Symboles

### Logotype

1997–2012
2013–2018
Depuis 2019